# Hofke van Eisterlee

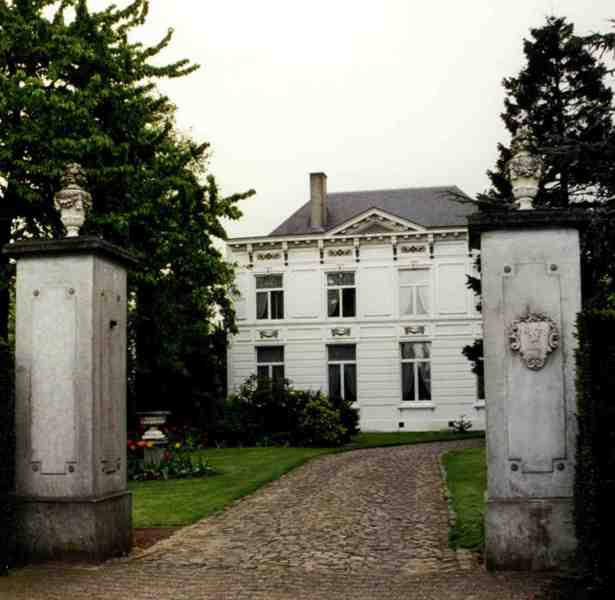
Hofke van Eisterlee

Het Hofke van Eisterlee is een kasteeltje in de Antwerpse plaats Grobbendonk, gelegen aan de Dobbelhoefweg 29.

## Geschiedenis
Eertijds stond hier de Dobbelhoeve die vanaf eind 13e eeuw bekend was en eigendom was van de heren van Grobbendonk en later van de Kartuizers te Lier. Deze werd verkocht door het Franse bewind, eind 18e eeuw.
Omstreeks 1899 werd de hoeve omgevormd tot een buitenhuis.
Dit betreft een neoclassicistisch bouwwerk. Eind 20e eeuw werd het nog uitgebreid en deels vernieuwd in neoclassicistische trant.